# Cornerstone Festival
Das Cornerstone Festival war ein christliches Rockmusik-Festival, das jedes Jahr um den 4. Juli in Illinois stattfand. Es wurde erstmals 1984 von den Jesus People USA (JPUSA) veranstaltet. Das Festival war Teil der Christian Festival Association. Insgesamt wurde es 29 Mal veranstaltet, bis es 2012 eingestellt wurde. Es galt als eines der einflussreichsten Festivals christlicher Popmusik und bediente von Singer-Songwritern über Rock- und Popbands bis hin zu Extreme Metal und Hardcore Punk alle Musikstile mit christlicher Message.

## Geschichte

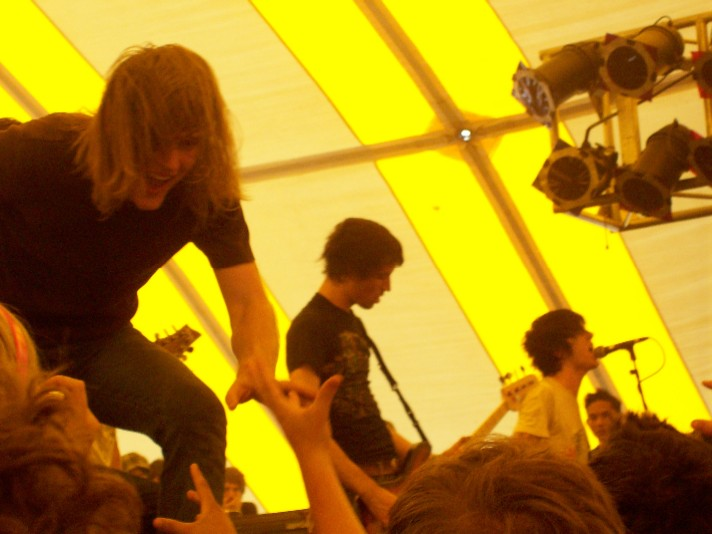
The Devil Wears Prada auf dem Cornerstone festival 2007

Die ersten Cornerstone Festivals fanden von 1984 bis 1990 in Grayslake bei Chicago statt. 1990 gab es Probleme mit den Nachbarn, so dass das Festival das letzte Mal 1991 an dieser Stelle veranstaltet hätte werden können. Die Veranstalter suchten nach einem neuen Veranstaltungsort und kauften schließlich ein Feld in Bushnell, McDonough County, die sie zur „Cornerstone Farm“ ausbauten. So fand das Festival bereits 1991 an neuer Stelle statt.
Das Festival fand zunächst dreitägig immer um den Unabhängigkeitstag herum statt. Später wurde das Festival viertägig und weitete sich bis 2010 auf ein sechstägiges Programm aus, wobei das Hauptprogramm von Mittwoch bis Samstag lief.
Musikalisch bediente das Festival alle Arten populärer christlicher Musik, unter anderem Rock, Pop, Metal, Hardcore und Punk. Neben vielen anderen Bands traten auf dem Cornerstone Festival Zao, P.O.D., Living Sacrifice, Demon Hunter, Saviour Machine, Glenn Kaiser, The Devil Wears Prada, MxPx und Underoath auf. Auf mehreren Bühnen mit verschiedenen Themen spielten verschiedene Bands. Dazu gehörten neben der Hauptbühne The Gallery Stage als eine Art Akustik-Bühne und die Underground Stage für härtere Musikstile. Unter anderem hatte das Hardcore-Punk-Label Tooth & Nail Records lange Jahre eine eigene Bühne. Viele Bands, darunter Anberlin, spielten über Jahre auf mehreren Bühnen und begannen auf der Generator oder Underground-Stage und arbeiteten sich bis zur Hauptbühne vor.
Eng verbunden war das Festival mit der Band One Bad Pig, die sich zunächst als Witz gründete. So riefen die Bandmitglieder während des Festivals 1985 ständig den Bandnamen. Als sie dann mit einem schnell komponierten Demo einen einzelnen Liveauftritt organisieren wollten, bekamen sei ein Angebot vom Cornerstone Festival und spielten tatsächlich erstmals auf dem Festival 1986. Sängerin Leia Nash von Sixpence None the Richer lernte ihren späteren Ehemann auf dem festival kennen. Mark Heard, ein häufiger Gast des Festivals erlitt 1992 während seines Auftritts einen Herzinfarkt und verstarb kurz darauf. Stryper waren lange außen vor, durften aber 2001 auf der Hauptbühne spielen. Ein weiteres Highlight 2001 war eine Reunion zwischen den lange zerstrittenen Larry Norman und Randy Stonehill.
Neben den verschiedenen Bands gab es auch Redner, Seminare, Filmvorführungen (seit 2001) und Kunst-Workshops. Als Redner traten unter andertem führende Vertreter der christlichen Bewegung wie James Wall, Jackie Hudson, Terry Wandtke, Crystal Downing, Miroslav Volf, Shane Claiborne, Norm Geisler, Ron Enroth und Karen Sloan. Zu seinen Hochzeiten hatte das Festival um die 25.000 Besucher.
Das Festival stammt aus der evangelikalen Szene und richtete sich daher von Beginn an vor allem an evangelikale Christen und dort auch an die Jugendkultur, unter anderem auch an die Jesus Freaks und die christliche Hippie-Bewegung. In späteren Jahren wurde es auch von römisch-katholischen und orthodoxen Christen besucht und auch Gruppen aus diesen Glaubensrichtungen engagierten sich dort.
Vom 2. bis 7. Juli 2012 fand das Festival zum letzten Mal statt. Als Grund gaben Jesus People USA sinkende Einnahmen und fehlende Ticketverkäufe an. Das Festival trug sich nie selbst. Stattdessem gründeten die JPUSA eine Supply-Company, die jedoch zuletzt zu wenig abwarf, um das Festival zu veranstalten.

## Nachfolgeprojekte
Nach dem letzten Festival versuchte eine Gruppe namens Occupy Cornerstone das Festival ein Jahr später wiederzubeleben. Ohne die finanzielle Unterstützung von JPUSA begannen sie Geld zu sammeln, um das Festival doch noch auf die Beine zu stellen. Da das Gelände allerdings Anfang 2013 an einen privaten Käufer ging, mussten sie von dem Plan abrücken. Stattdessen organisierten sie ein Alternativfestival unter dem namen AudioFeed, bei dem 75 Künstler auftraten und das etwa 2500 Zuschauer anzog.
Die Orgamnisatoren machten mit Wilson Abbey weiter, ein großer Bau gegenüber JPUSAs Hauptquartier in Chicago. Es handelt sich dabei um ein Kulturzentrum für Musik, aber auch alle anderen Arten von Kunst, inklusive Café, Kunstgalerie, einem Theatersaal und einer großen Musikbühne sowie Platz für Schulen und Geschäfte der JPUSA. Dieses existiert noch heute.

## Cornerstone Festival Label
Über ein Label werden bis heute diverse Audio- und Video-Alben veröffentlicht.
- 1992. One Bad Pig – Live: Blow the House Down (CD)
- 1992: Larry Howard – Larry Howard's Cornerstone Blues Jam, Vol. 1 (CD)
- 1999: Michael Roe – Safe As Milk - Live - Cornerstone 1997
- 2000: Adam Again – Live at Cornerstone 2000: Gene Eugene / Adam Again Tribute (3CD)
- 2000: Altar Boys – Live at Cornerstone 2000 (CD)
- 2000: The Choir – Plugged – Live at Cornerstone 2000 (CD)
- 2000: The Choir – Unplugged – Live at Cornerstone 2000 (CD)
- 2000: Daniel Amos – Live at Cornerstone 2000 (CD)
- 2000: Kemper Crabb – Live at Cornerstone 2000 (CD)
- 2000: Mark Heard – Mystery Mind (Kompilation-CD)
- 2000: Mike Knott – Live at Cornerstone 2000 (CD)
- 2000: L.S.U – Live at Cornerstone Vol. 11 (CD)
- 2000: L.S.U. Livesavers Underground – Wakin’ Up the Dead / Live at Cornerstone Vol.  II (CD)
- 2000: One Bad Pig – Live at Cornerstone 2000 (CD)
- 2000: Undercover – Live at Cornerstone 2000 (CD)
- 2000: The Wayside – Live at Cornerstone 2000 (CD)
- 2000: Kemper Crabb – Live at Cornerstone 2000 (CD)
- 2000: Undercover – Cornerstone 2000 (CD)
- 2000: Terry Taylor and Friends – Ruckus at the Edge of Nowhere (Live from Cornerstone ’97!) (CD)

- 2001: Mark Heard – The Last Performance
- 2001: Bride – Live at Cornerstone 2001 (CD)
- 2001: Deliverance – Live at Cornerstone 2001 (CD)
- 2001: Trytan – Live at Cornerstone 2001 (CD)
- 2001: Various Artists – Live at Cornerstone 2001 – Greatest Hits Video (DVD)
- 2002: Prophetica – More Alive Than Ever (CD)
- 2002: Various Artists –  (Silent Planet Records Presents) Live from the Acoustic Stage (CD)
- 2003: Ghoti Hook – R.I.P. (Rest in Peace) (CD)
- 2003: Various Artists – Cornerstone '84 (DVD)
- 2006: P.O.D. – Live at Cornerstone (MCD)
- 2007: Blaster The Rocket Boy – Live at Cornerstone Festival 1996 (DVD)
- 2009: As I Lay Dying – This Is Who We Are (DVD)
- 2009: The Violet Burning – Sting Like Bees and Sing (CD)
- 2009: The Crucified – The Complete Collection (2CD)
- 2012: The 77's – Cornerstone Is Dead … Long Live Cornerstone (2CD)
- 2012: The 77's – Cornerstone Forever (EP)

- 2020: Mastedon – It’s a Jungle Out There (CD)
- 2020: Lost Dogs – Little Red Riding Hood / Big Bad Wolf (CD)
- 2020: Lost Dogs – On the Good Ship Lollipop (7’’)

## Filmdokumentation
- The Cornerstone Festival: Twenty Years and Counting (Regie: Jeremy Gudauskas, 2004, DVD)[12]